# Marija Wadiejewa
Marija Aleksiejewna Wadiejewa (ros. Мари́я Алексеевна Вадеева; ur. 16 lipca 1998 w Moskwie) – rosyjska koszykarka występująca na pozycji środkowej, obecnie zawodniczka UMMC Jekaterynburg.

## Osiągnięcia

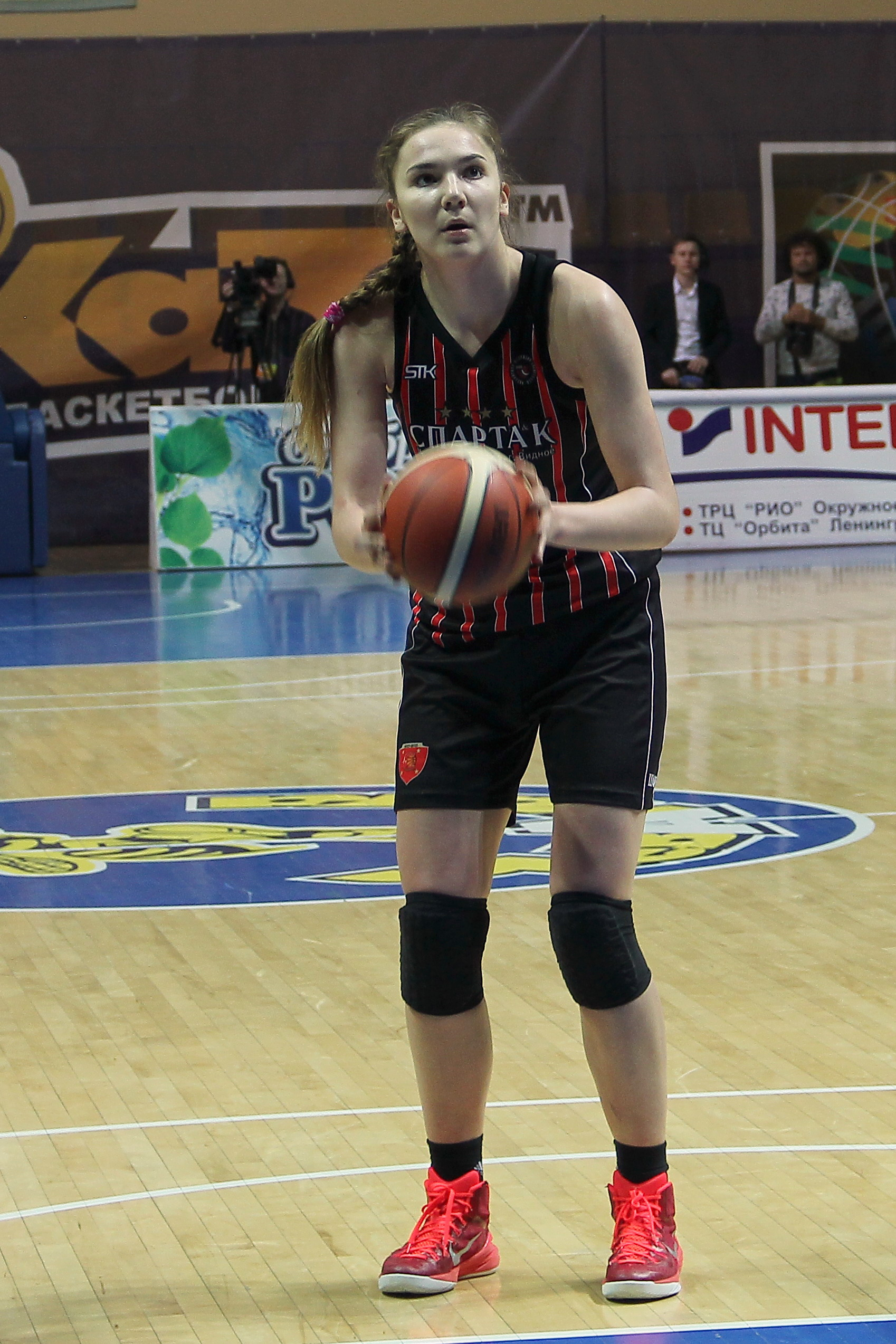
Wadiejewa w barwach Spartaka Moskwa (2016).

Stan na 28 stycznia 2022, na podstawie, o ile nie zaznaczono inaczej.

### Drużynowe
- Mistrzyni:
  - Euroligi (2017, 2019, 2021)
  - Ligi Bałtyckiej (2017, 2018)
  - Rosji (2019–2021)
- Wicemistrzyni Rosji (2017, 2018)
- Brąz Euroligi (2018)
- Zdobywczyni:
  - Superpucharu Europy FIBA (2018)
  - Pucharu Rosji (2018, 2019)
- Finalistka:
  - Superpucharu Europy FIBA (2021)
  - Pucharu Rosji (2017, 2020)

### Reprezentacja
Seniorska
- Uczestniczka mistrzostw Europy (2015 – 9. miejsce, 2017 – 9. miejsce)
- Liderka Eurobasketu w zbiórkach (2017)

Młodzieżowe
- Mistrzyni:
  - świata U–19 (2017)
  - Europy U–16 (2014)
- Wicemistrzyni świata U–19 (2015)
- Uczestniczka mistrzostw Europy U–16 (2013 – 6. miejsce, 2014)
- MVP mistrzostw:
  - świata U–19 (2017)
  - Europy U–16 (2016)
- Zaliczona do I składu mistrzostw:
  - świata U–19 (2015, 2017)
  - Europy U–16 (2013, 2014)
- Liderka:
  - strzelczyń:
    - mistrzostw świata U–19 (2017)
    - Eurobasketu U–16 (2014)

  - w zbiórkach:
    - mistrzostw świata U–19 (2017)
    - Eurobasketu U–16 (2013, 2014)